# Rádio Clube Português
Rádio Clube Português est une station privée de radio portugaise, informative et diffuse de la musique oldies des années 1950/60/70. Elle a été fermée en 2010.

## Fréquences
- District de Lisbonne : 96.6 MHz
- District de Porto : 105.8 MHz
- District de Coimbra : 103.0 MHz
- District de Santarém : 97.7 MHz